# A State of Trance 2013
A State of Trance 2013 je desátá kompilace trancové hudby od různých autorů v sérii A State of Trance, kterou poskládal a zamixoval nizozemský DJ Armin van Buuren.

## Seznam skladeb
| Disc one (On the beach) | Disc one (On the beach) | Disc one (On the beach)                             | Disc one (On the beach) |
| Pořadí                  | Název                   | Autor                                               | Délka                   |
| ----------------------- | ----------------------- | --------------------------------------------------- | ----------------------- |
| 1.                      | Nehalennia              | Armin van Buuren vs Arty                            | 4:05                    |
| 2.                      | The Light               | Omnia                                               | 2:57                    |
| 3.                      | Skylarking              | BT                                                  | 3:26                    |
| 4.                      | We Are                  | Hazem Beltagui & Allan V.                           | 3:34                    |
| 5.                      | Lullaby Lonely          | Denis Kenzo feat. Sveta B.                          | 3:35                    |
| 6.                      | Made For You            | The Blizzard & Daniel van Sand feat. Julie Thompson | 3:54                    |
| 7.                      | Dream State             | Two&One & Sarah Russell                             | 3:37                    |
| 8.                      | Speed of Sound          | Aly & Fila feat. Tricia McTeague                    | 3:56                    |
| 9.                      | Shelter Me              | Dart Rayne & Yura Moonlight & Cate Kanell           | 3:56                    |
| 10.                     | Lights                  | Myon & Shane 54 with Aruna                          | 3:17                    |
| 11.                     | Teardrops               | Super8 & Tab                                        | 3:12                    |
| 12.                     | Jalón                   | VillaNaranjos                                       | 3:37                    |
| 13.                     | Eterna                  | Matt Bukovski                                       | 4:10                    |
| 14.                     | Waiting For The Night   | Armin van Buuren feat. Fiora                        | 3:48                    |
| 15.                     | Laguna                  | Protoculture                                        | 3:12                    |
| 16.                     | Jewel                   | Solarstone & Clare Stagg                            |                         |
| Celková délka:          | Celková délka:          | Celková délka:                                      | 57:53                   |

| Disc two (In the club) | Disc two (In the club) | Disc two (In the club)                         | Disc two (In the club) |
| Pořadí                 | Název                  | Autor                                          | Délka                  |
| ---------------------- | ---------------------- | ---------------------------------------------- | ---------------------- |
| 1.                     | Lost Language          | Alexander Popov                                | 4:32                   |
| 2.                     | D# Fat                 | Armin van Buuren vs W&W                        | 3:15                   |
| 3.                     | The Expedition         | Armin van Buuren vs Markus Schulz              | 2:48                   |
| 4.                     | Dancing Sea            | Ana Criado & Adrian&Raz                        | 4:16                   |
| 5.                     | New York City          | Alex M.O.R.P.H.                                | 3:00                   |
| 6.                     | Caesar                 | AYDA                                           | 5:18                   |
| 7.                     | Breathe                | John O'Callaghan & Full Tilt feat. Karen Kelly | 3:39                   |
| 8.                     | Humming The Lights     | Armin van Buuren presents Gaia                 | 3:34                   |
| 9.                     | Elements of Nature     | Rank 1 vs M.I.K.E.                             | 3:54                   |
| 10.                    | Musa                   | Andrew Rayel                                   | 3:22                   |
| 11.                    | Grotesque              | RAM & Alex M.O.R.P.H.                          | 3:36                   |
| 12.                    | Superfly               | Jorn van Deynhoven                             | 3:23                   |
| 13.                    | BOOM                   | MaRLo                                          | 3:22                   |
| 14.                    | The Killing            | Frans Bak                                      | 2:54                   |
| 15.                    | Game Over              | Heatbeat                                       | 4:01                   |
| 16.                    | Gunsmoke               | Bjorn Akesson                                  | 3:25                   |
| 17.                    | What It's Like         | Andain                                         | 3:22                   |
| Celková délka:         | Celková délka:         | Celková délka:                                 | 1:01:41                |